# Gaspard Auguste Brullé
Pour les articles homonymes, voir Brullé.
Gaspard Auguste Brullé est un entomologiste français, né le 7 avril 1809 à Paris et mort le 21 janvier 1873 à Dijon.

## Biographie
Passionné par les insectes dès son jeune âge, il participe, grâce à l’intervention de Georges Cuvier (1769-1832) à l’expédition de Morée organisée par Jean-Baptiste Bory de Saint-Vincent (1778-1846) dans le Péloponnèse en 1829.
En 1832, il participe à la fondation de la Société entomologique de France. L’année suivante, il devient aide-naturaliste auprès de la chaire des crustacés, des arachnides et des insectes dirigée par Victor Audouin (1797-1841).
Brullé reprend des études et obtient un baccalauréat ès sciences puis ès lettres, avant d’obtenir une licence puis, en 1839, un doctorat ès sciences naturelles. Sa thèse paraît en 1837 sous le titre de Sur le gisement des insectes fossiles et sur les services que l'étude de ces animaux peut fournir à la géologie. Il obtient l’année suivante une chaire de zoologie et d’anatomie comparée à l’université de Dijon.
Parmi ses travaux, il faut citer ceux où il propose une classification des névroptères qui sera complétée par les travaux de Wilhelm Ferdinand Erichson (1809-1848). Il est également l'auteur de la partie introductive de l’Histoire naturelle des insectes coléoptères (1840) de Francis de Laporte de Castelnau (1810-1880).

## Sources
- Jean Gouillard (2004). Histoire des entomologistes français, 1750-1950. Édition entièrement revue et augmentée. Boubée (Paris) : 287 p.
- Philippe Jaussaud & Édouard R. Brygoo (2004). Du Jardin au Muséum en 516 biographies. Muséum national d’histoire naturelle de Paris : 630 p.
- Jean Lhoste (1987). Les Entomologistes français. 1750-1950. INRA Éditions : 351 p.